# Pavillon de l'éducation physique et des sports
Le Pavillon de l'éducation physique et des sports (PEPS) est le centre sportif de l'Université Laval. Il est situé dans le quartier de la Cité-Universitaire, dans l'arrondissement de Sainte-Foy-Sillery-Cap-Rouge, à Québec. Accueillant les sportifs depuis 1971, il dessert autant la communauté universitaire que le grand public de la région.

## Histoire

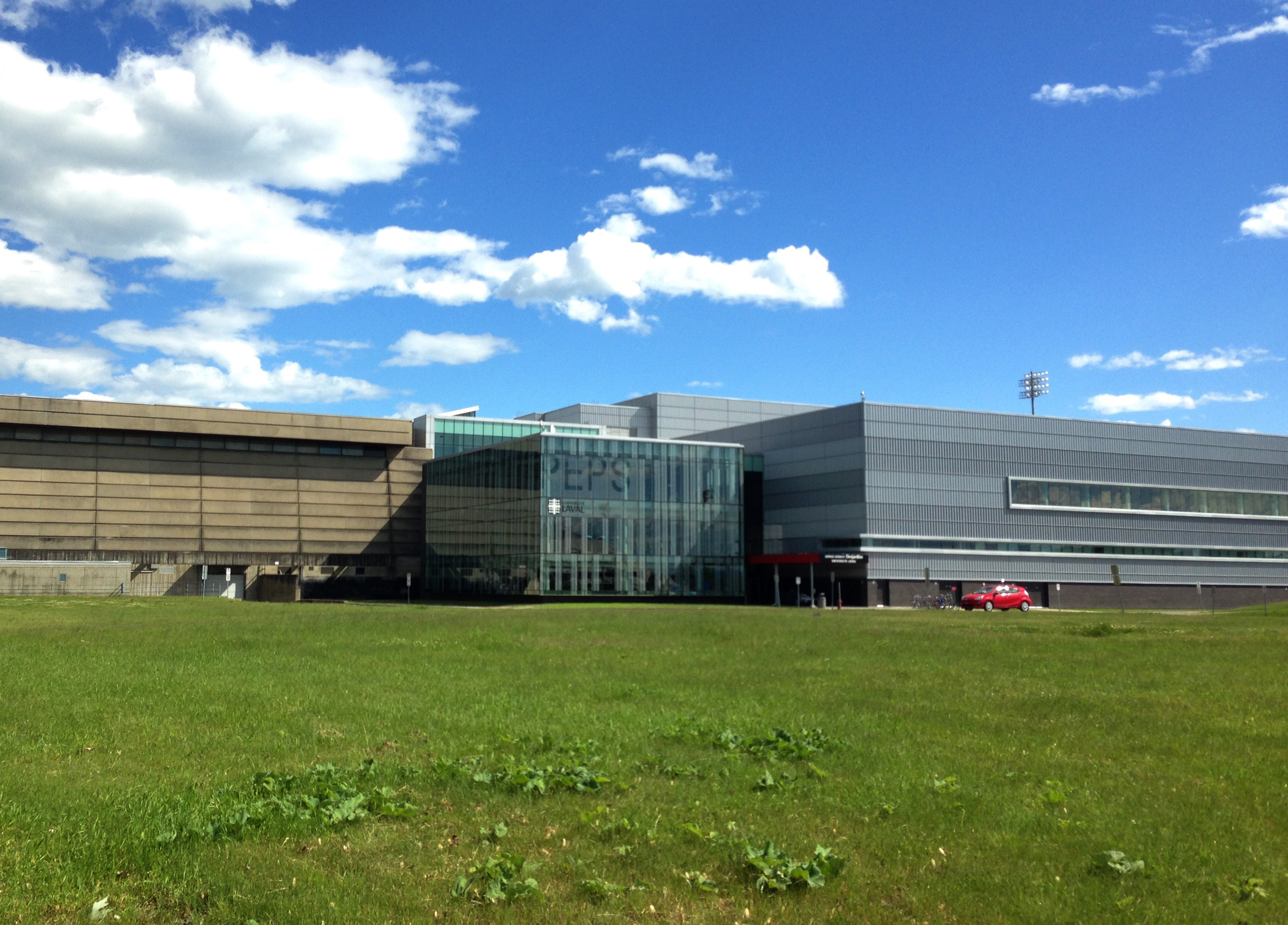
Le PEPS fut bâti en deux phases : béton (1970) et verre et acier (2013).

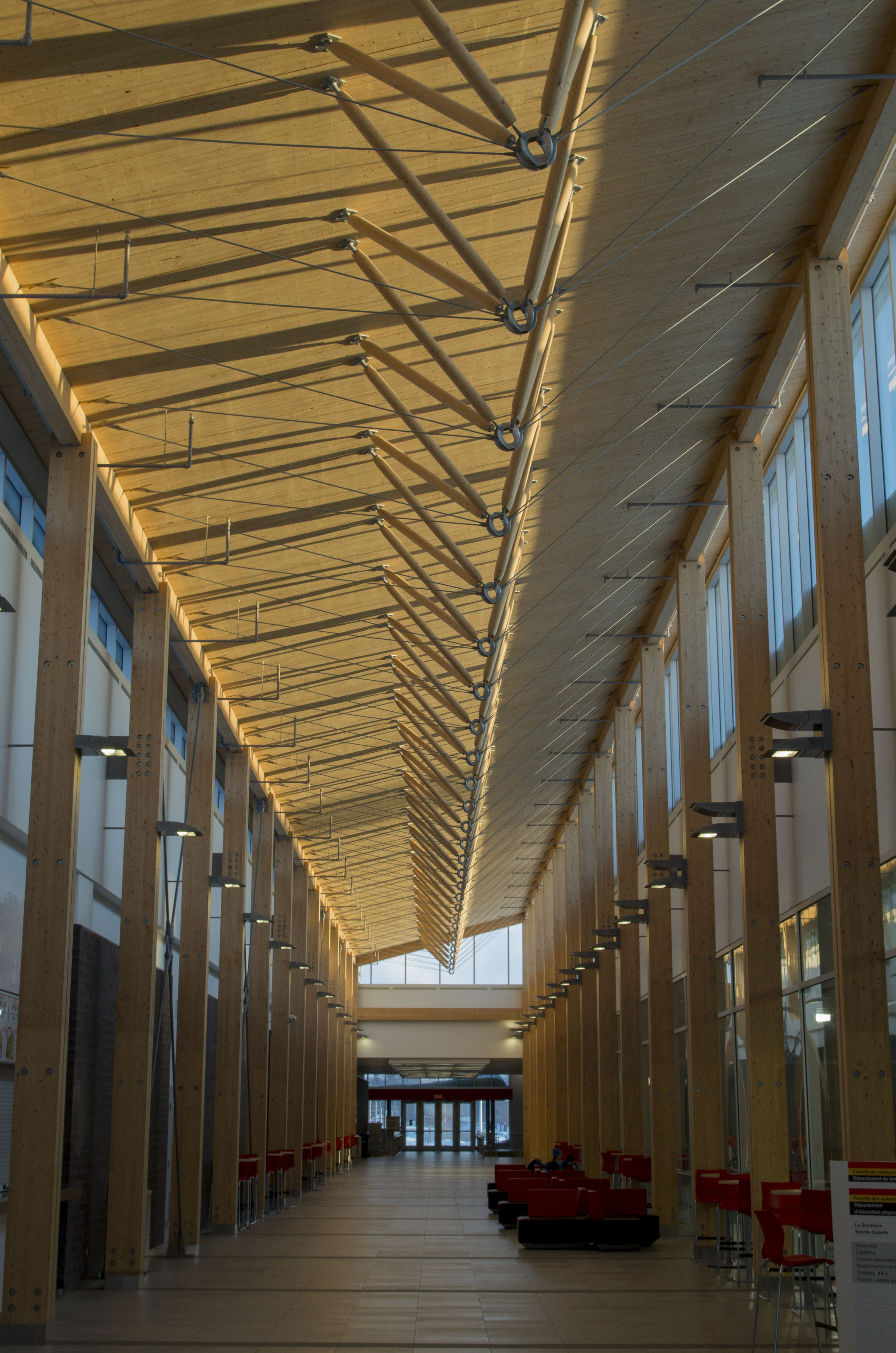
Le hall, au 2e étage du pavillon, surplombe les plateaux sportifs.

Le 30 janvier 1969, l'Université Laval annonce la construction d'un complexe sportif sur son campus. Il est l'un des derniers chantiers de la première vague de conception de la Cité-Universitaire, bâtie à partir du milieu des années 1950. L'architecte Jean-Marie Roy conçoit les plans du complexe dans un style brutaliste. Les travaux débutent le 14 juillet 1969 et se poursuivent jusqu'à l'automne 1970. Le pavillon, inauguré le 22 janvier 1971 par le recteur Louis-Albert Vachon, aura coûté 7,5 millions de dollars. L'aréna du PEPS est inaugurée en 1976. En 1980, les installations, jusque-là accessibles uniquement aux membres de la communauté universitaire, sont ouvertes à toute la population.
En préparation depuis plusieurs années, un vaste projet d'agrandissement du PEPS est annoncé le 7 mars 2007. Il regroupe l'ajout d'une piscine olympique, d'un amphithéâtre gymnase, de nouvelles salles d‘entraînement ainsi que l'ajout d'un stade intérieur de soccer, situé près du pavillon. Les travaux débutent le 9 septembre 2010. Le stade intérieur est inauguré le 17 janvier 2012 et les nouvelles aires du PEPS en août 2013. Entre 2022 et 2025,10,65 M$ seront investis pour rénover les infrastructures du PEPS.
Au fil de son histoire, le PEPS a accueilli de nombreuses compétitions nationales et internationales dont des épreuves de handball aux Jeux olympiques d'été de 1976, la Fed Cup et la Coupe Vanier. Depuis 2005, il accueille le Tournoi de tennis de Québec.

### Hommages
La rue du PEPS a été nommée, en 1979, pour la localisation du pavillon dans le plan des rues de la ville de Québec et de la Cité-Universitaire.

## Installations
Le PEPS est le plus vaste centre sportif universitaire de l'Est du Canada.

### Stades

#### Stade TELUS-Université Laval
Le Stade TELUS-Université Laval désigne en fait deux surfaces adjacentes (une extérieure et une intérieure). Le stade extérieur est un terrain de football canadien (également ligné pour le soccer et le rugby) entouré d'une piste d'athlétisme de 400 mètres. Il y a 12 817 places assises, avec une capacité maximale de 18 000 spectateurs. Le stade intérieur abrite un terrain de soccer de 60 par 100 mètres pouvant être divisé en 3 terrains. Il y a 452 places assises, avec une capacité maximale de 600 spectateurs.

#### Stade couvert
L’appellation « stade couvert » désigne le plus vaste plateau du pavillon. Une piste de jogging de 200 mètres (5 corridors) dont le revêtement en caoutchouc (Mondo 12 mm) est conçu pour amortir les chocs pour les articulations. Au centre du stade, la surface lisse permet la pratique du tennis et du soccer. Le stade profite aussi de la présence de trois murs et une caverne d’escalade. Le stade dispose aussi de trappes de golf qui permettent la pratique de ce sport grâce à une surface qui amortit les rebonds de balle. Le Club d’athlétisme Rouge et Or pratique le saut à la perche, le saut en longueur, le triple saut et les lancers (javelot, poids, disque). Des gradins fixes de 700 places sont disponibles, alors que des gradins mobiles peuvent être installés pour accueillir un total de 4 000 spectateurs.

### Aréna
L'aréna du PEPS, construite en 1976, compte deux patinoires, placées en parallèle et séparées au besoin par un rideau. Il a accueilli durant quelques saisons les Remparts de Québec. 2000 spectateurs peuvent prendre place dans les gradins.

### Piscines
Le PEPS possède deux piscines. Le Centre aquatique Desjardins–Université Laval, construit en 2013, est la plus grande. Ses dimensions sont de 50 mètres de longueur par 25 mètres de largeur. Elle peut être divisée en deux bassins. Il y a 10 corridors de nage. Les gradins ont 1 000 places assises. Le centre abrite également une pataugeoire. Les dimensions de deuxième piscine, construite en 1970, sont de 50 mètres de longueur par 21 mètres de largeur. Elle peut être divisée en deux bassins. Il y a 8 corridors de nage et des tremplins variant entre 1 et 10 mètres. Les gradins ont 348 places assises.

### Gymnases

#### Amphithéâtre gymnase
L'Amphithéâtre gymnase Desjardins–Université Laval possède une dimension de 47 mètres X 39 mètres X 12,5 mètres. Divisible en deux, il est ligné pour le basketball et le volleyball. Il y a 1 884 places assises en gradins permanents, auxquelles s'ajoutent 1 208 places assises en gradins amovibles.

#### Grand gymnase
Il est ligné pour la pratique du volleyball, du basketball, du badminton et du handball. Des gradins fixes de 550 places peuvent accueillir les amateurs. De plus avec les gradins mobiles, on peut accommoder jusqu'à 2 000 personnes. D'une dimension de 31 mètres sur 73 mètres, on y retrouve un système de chronométrage pour les matchs. Les salles des joueurs sont sous le gymnase.

### Salle d'entraînement
La salle d'entraînement du PEPS a une superficie de plus de 2 200 mètres carrés répartie sur 3 étages. Les deuxième et troisième niveaux sont accessibles au grand public. Le premier niveau est occupé par le Centre régional d’entraînement de haute performance réservé aux athlètes du Rouge et Or ainsi qu'aux athlètes d'élite de clubs civils,.

### Golf
Une salle de golf intérieur est également aménagée. La salle d'entrainement comprend plusieurs espaces de frappe, des outils technologiques et un putting green. Ce local est le centre d'entrainement de l'équipe masculine et féminine du Rouge et Or.

### Autres installations
Dans les 2 gymnases auxiliaires, on peut pratiquer le step, le workout, l'aérobie, le hockey-cosom, le badminton ou des cours de conditionnement physique. Par ailleurs, le PEPS dispose de 4 courts de squash et de 4 courts de raquetball. Ceux qui veulent pratiquer les arts martiaux disposent d'un dojo. Les cours de danse se donnent dans la salle de danse et les cours suivants sont offerts : baladi, ballet classique, ballet-jazz, break dance, danses latines, force et souplesse, danse moderne, street dance et swing. Une salle de yoga s'offre aussi aux visiteurs du PEPS. À noter qu'on retrouve un comptoir de location d'équipements sportifs près des vestiaires. Le complexe se complète d'une boutique Decathlon qui offre une panoplie d'équipements de sports pour tous.
On retrouve dans les alentours du PEPS de nombreux terrains extérieurs : softball, soccer, football, athlétisme, volleyball de plage et golf.

## Événements spéciaux
1970
- 18 juin 1971 - 19 juin 1971 - Congrès à la chefferie de l'Union nationale [14].
- 26 juillet 1971 - 1er août 1971 - Tournoi international de tennis Rothmans[15].

1980
- 2 février 1980 - Championnat mondial de sauts de barils[16].
- 11 mai 1980 - Spectacle Les Géants du blues avec Muddy Waters, James Cotton Band, John Lee Hooker, Sonny Terry et Brownie McGhee, Blind John Davis et Koko Taylor à l'Aréna du Peps de l'Université Laval[17].
- 3 septembre 1980 - Gala de la fourrure présentée par le magasin Laliberté inc avec la prestation musicale de Christine Chartrand et de l'orchestre de Georges Tremblay[18].

2010
- Octobre 2019 - Basket-Ball - semaine du Camp d'entrainement des Raptors de Toronto avec un match intra-équipe[19]

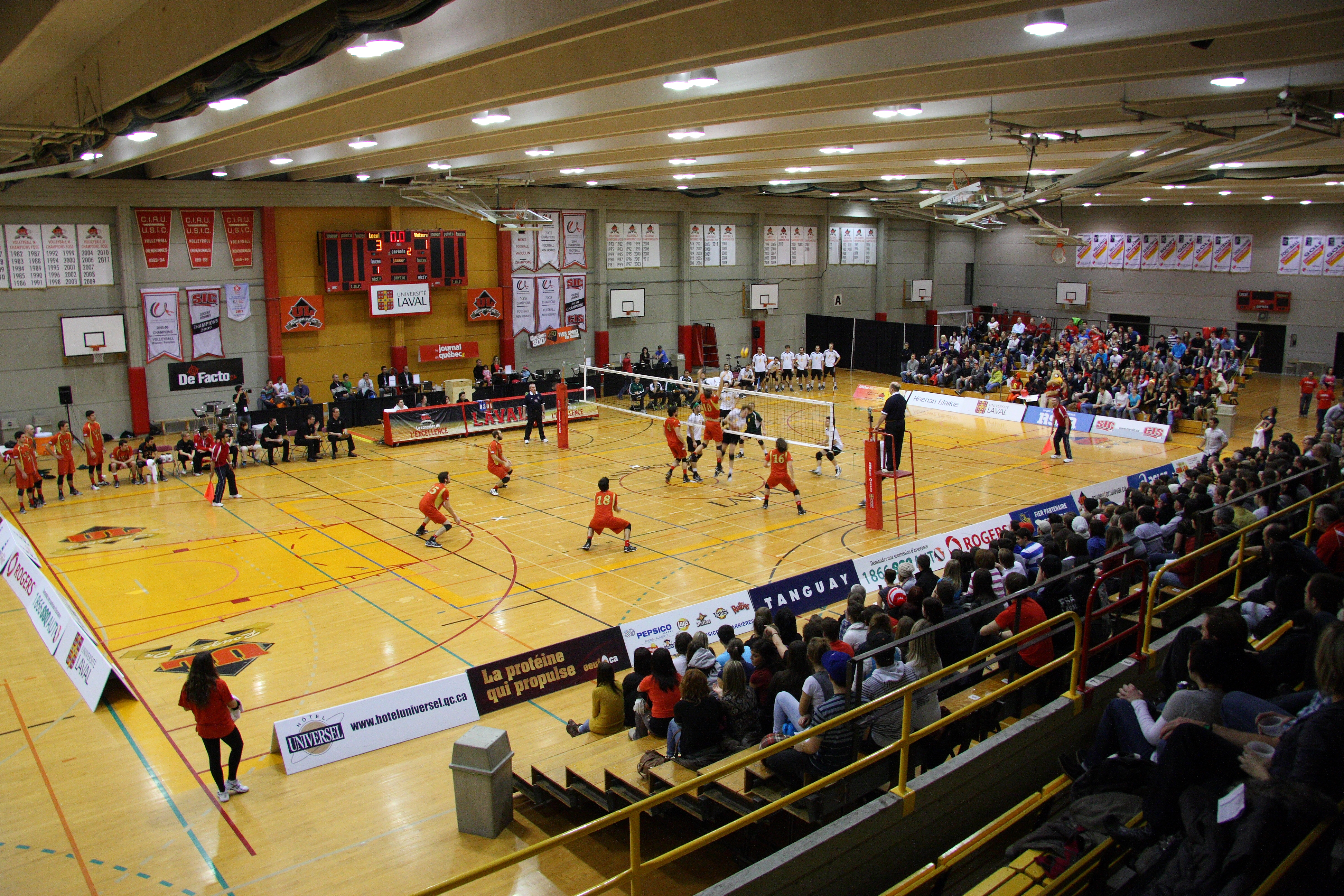
Le grand gymnase
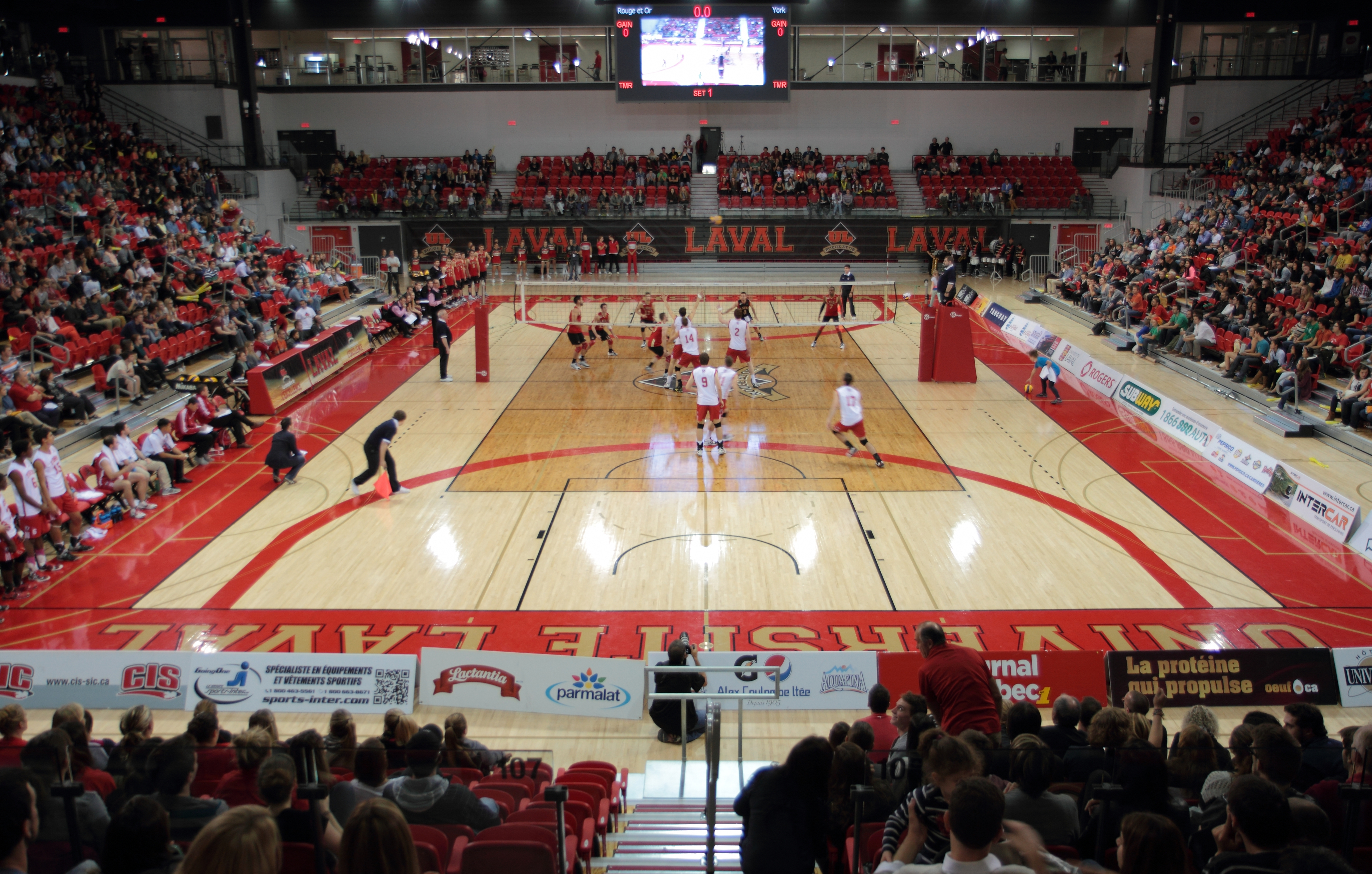
L'Amphithéâtre gymnase Desjardins–Université Laval
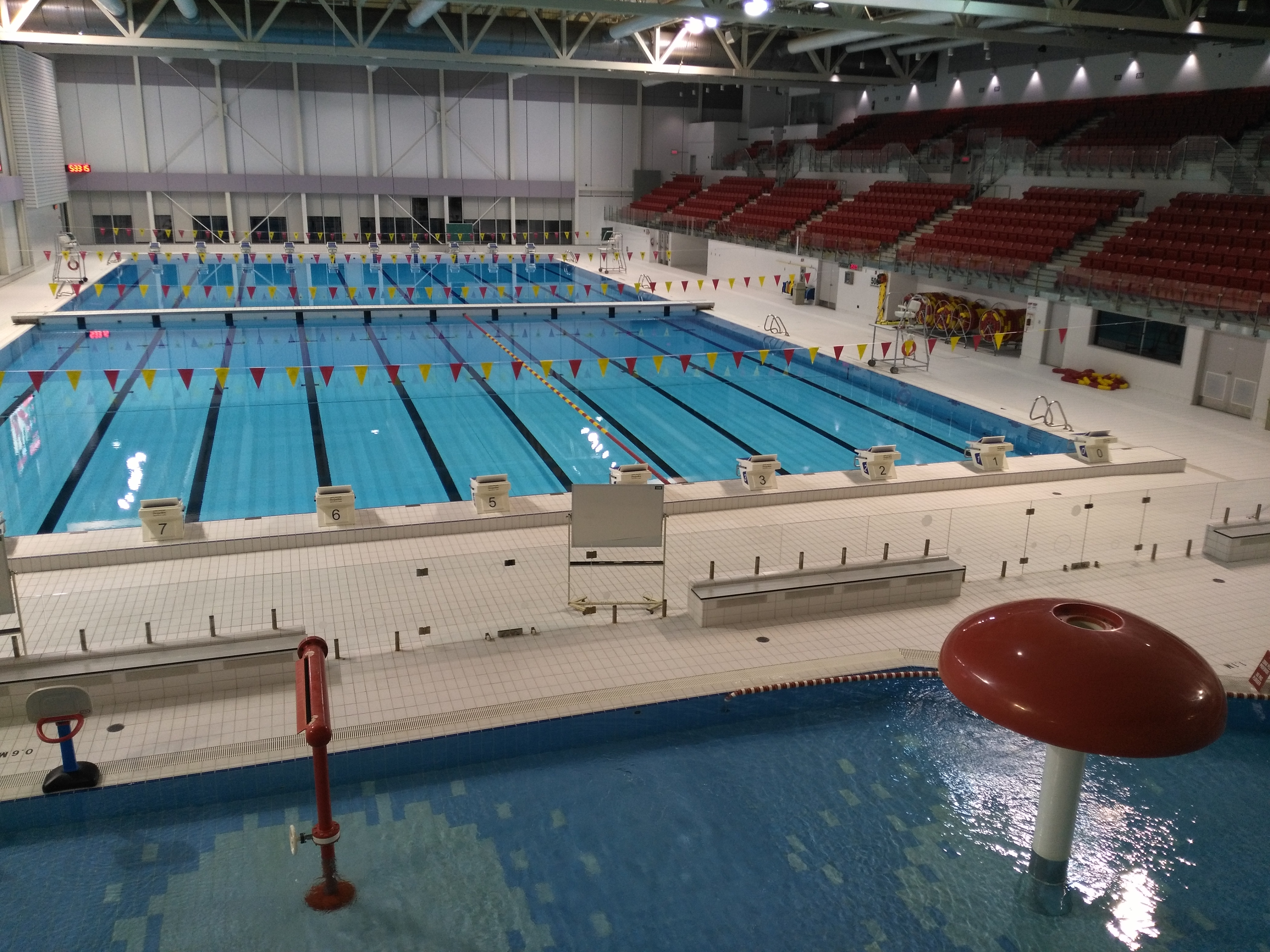
La piscine olympique
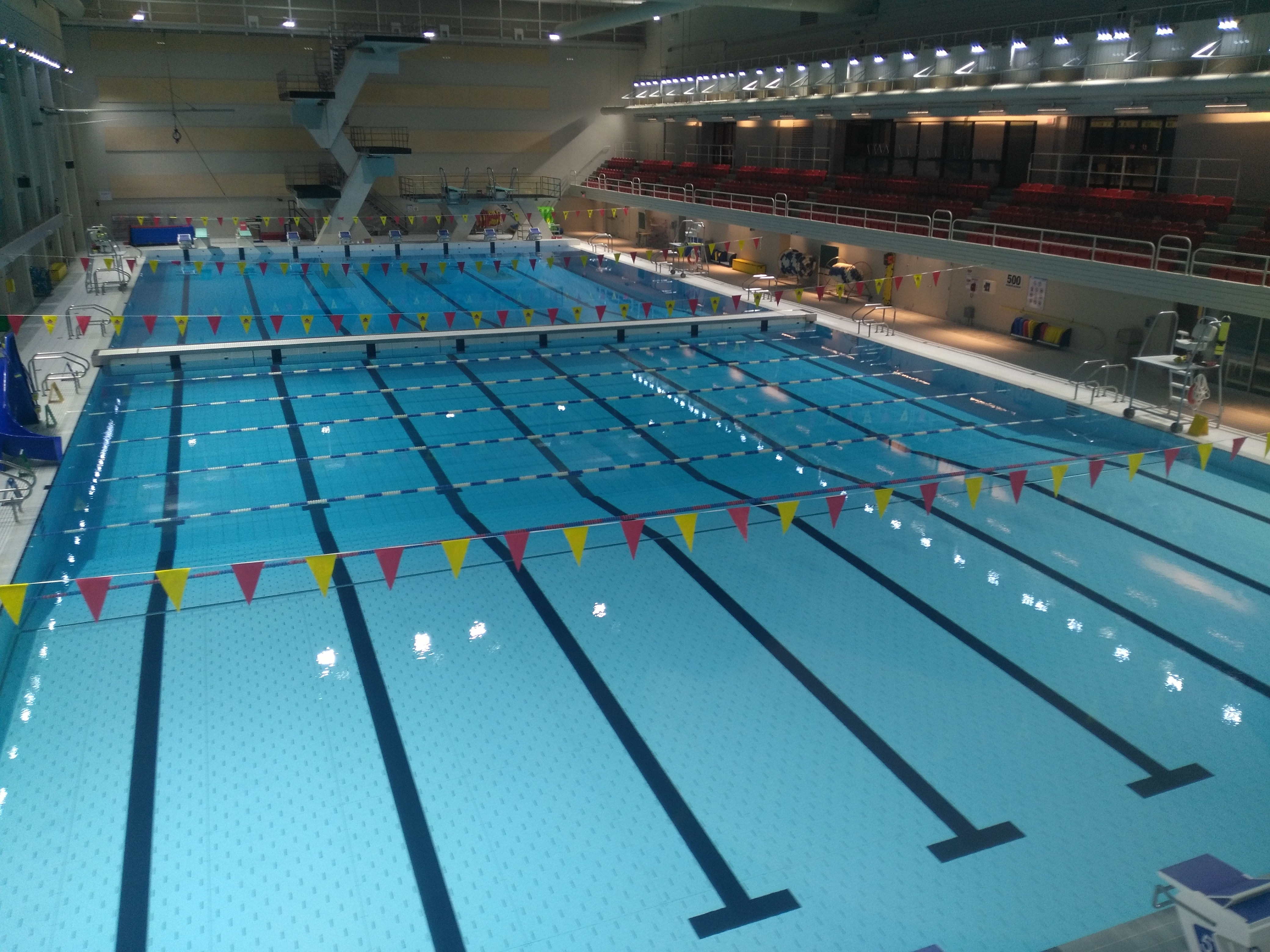
La piscine avec tremplins
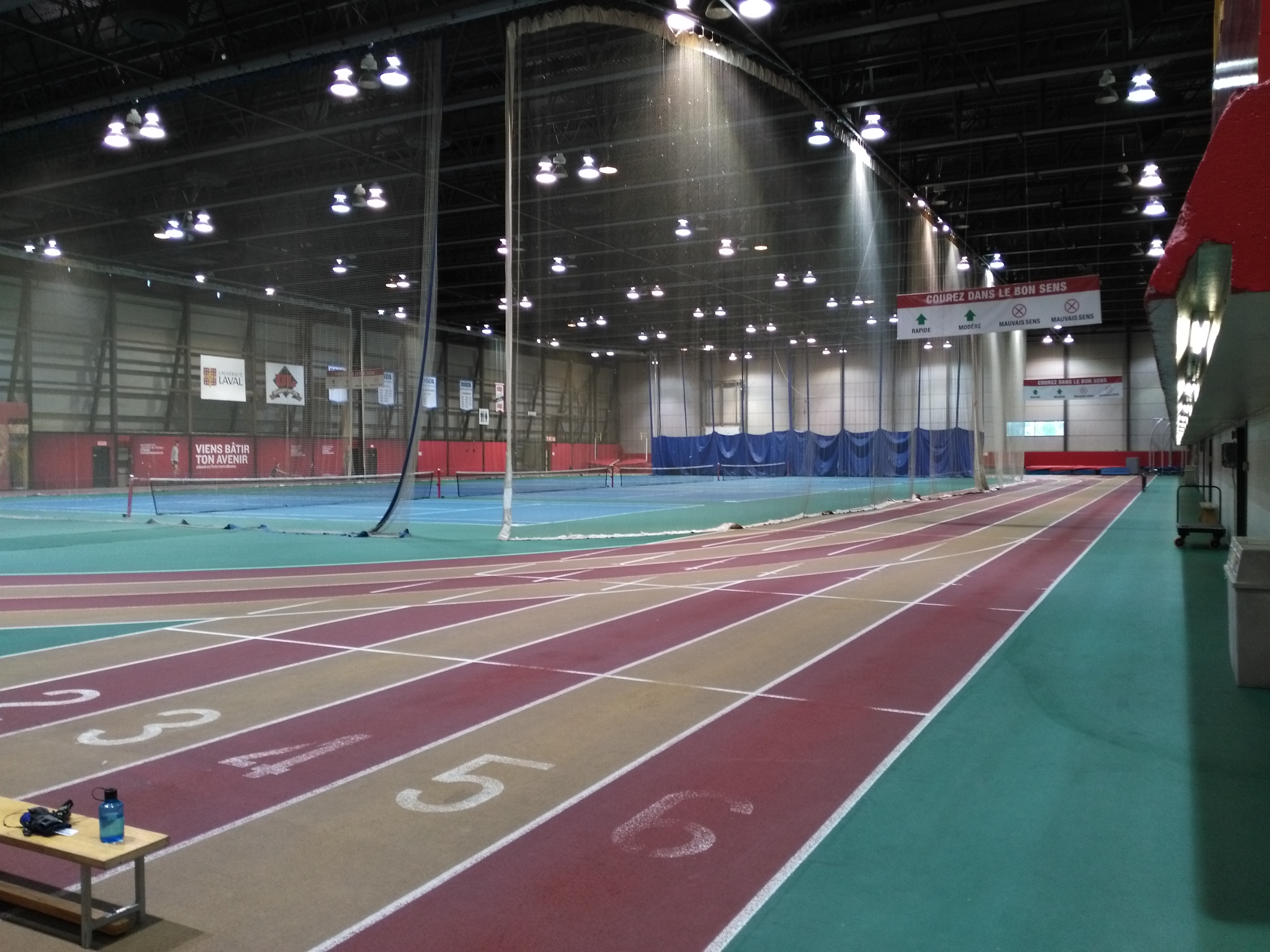
Le stade intérieur
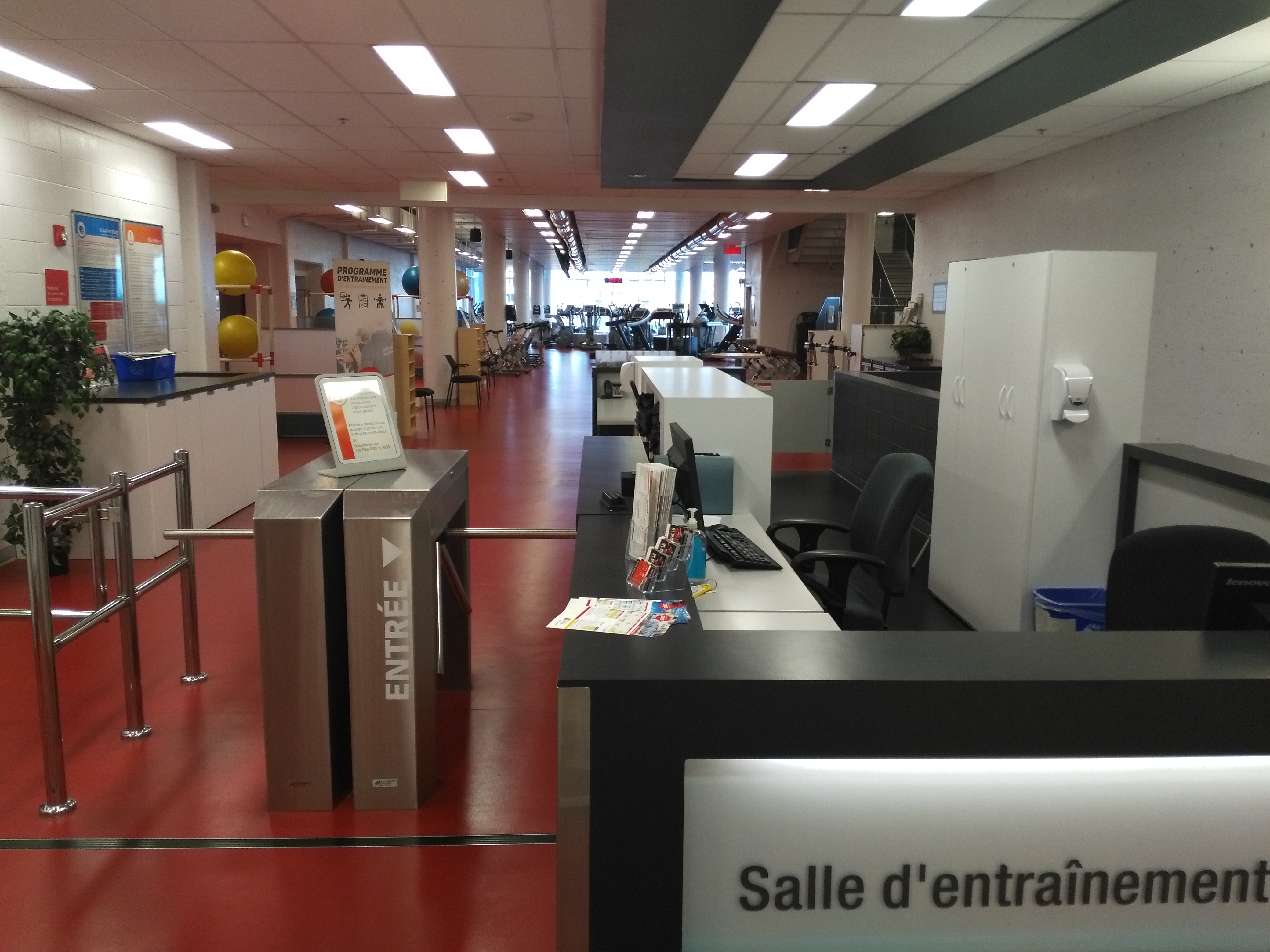
L'entrée de la salle d'entraînement située au deuxième niveau
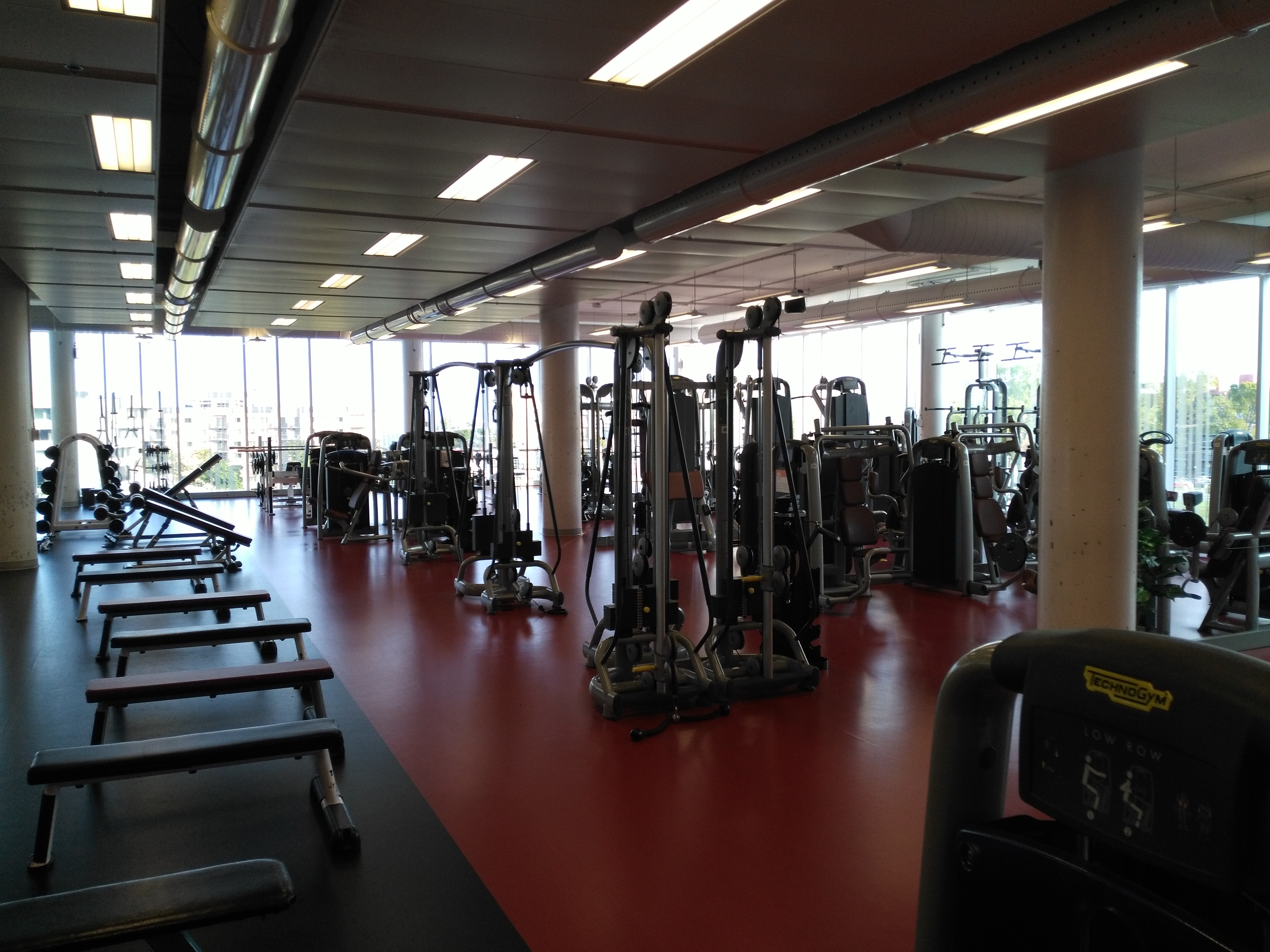
Le troisième niveau de la salle d'entraînement

## Art Public et hommages commémoratif
- Une sculpture d'Hélène Rochette — Équilibre —  est suspendue au-dessus de l'escalier nord dans le corridor intérieur.

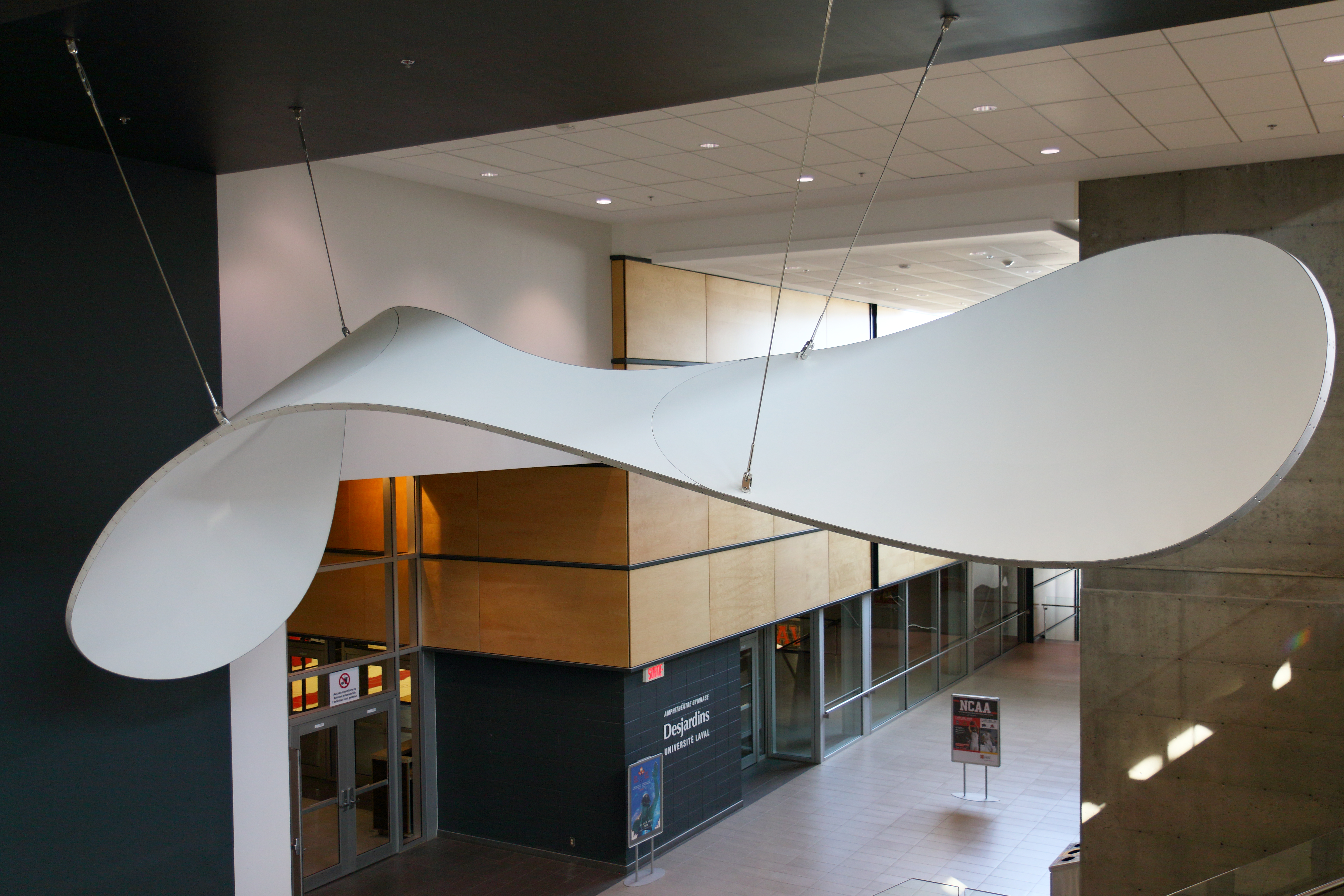
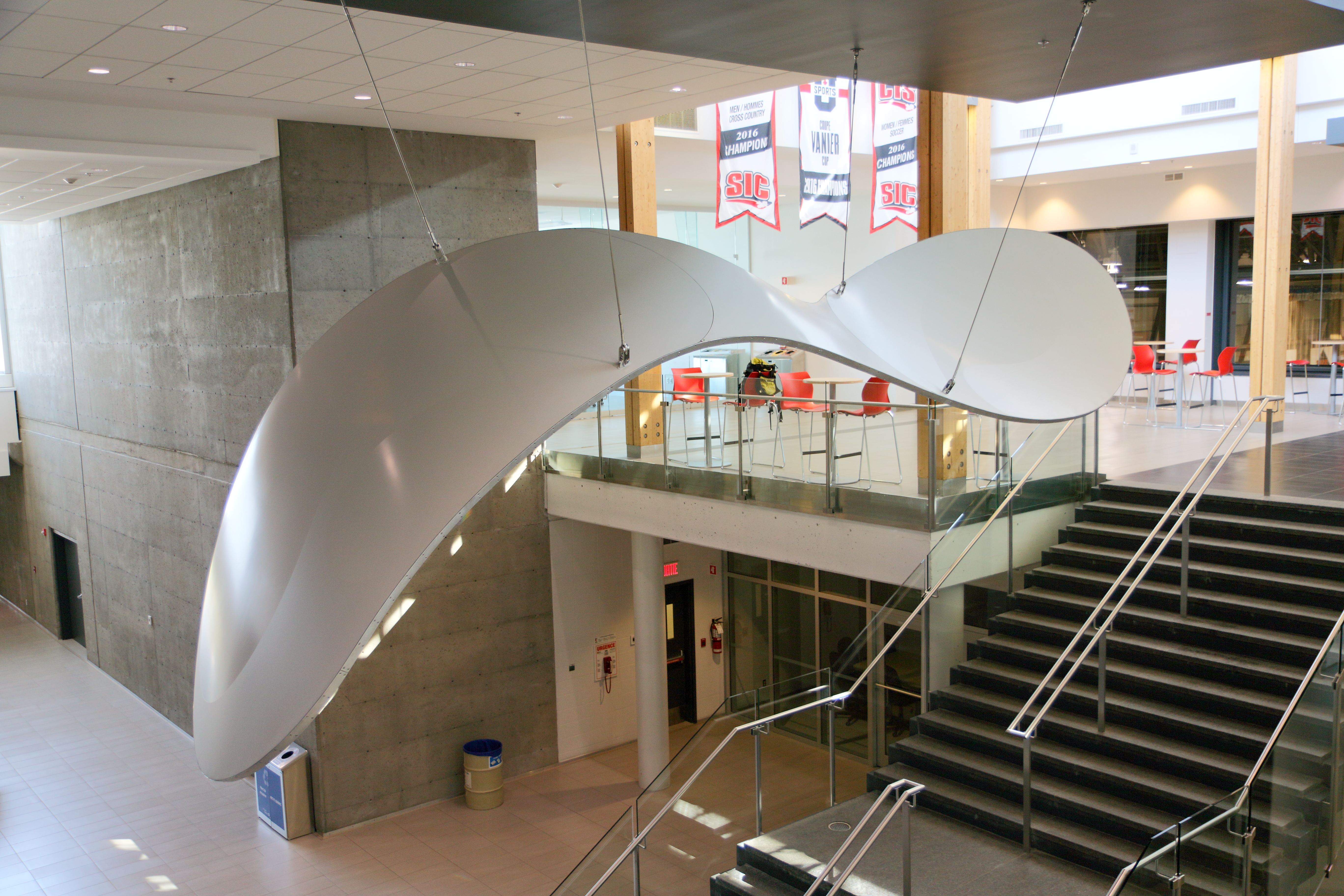
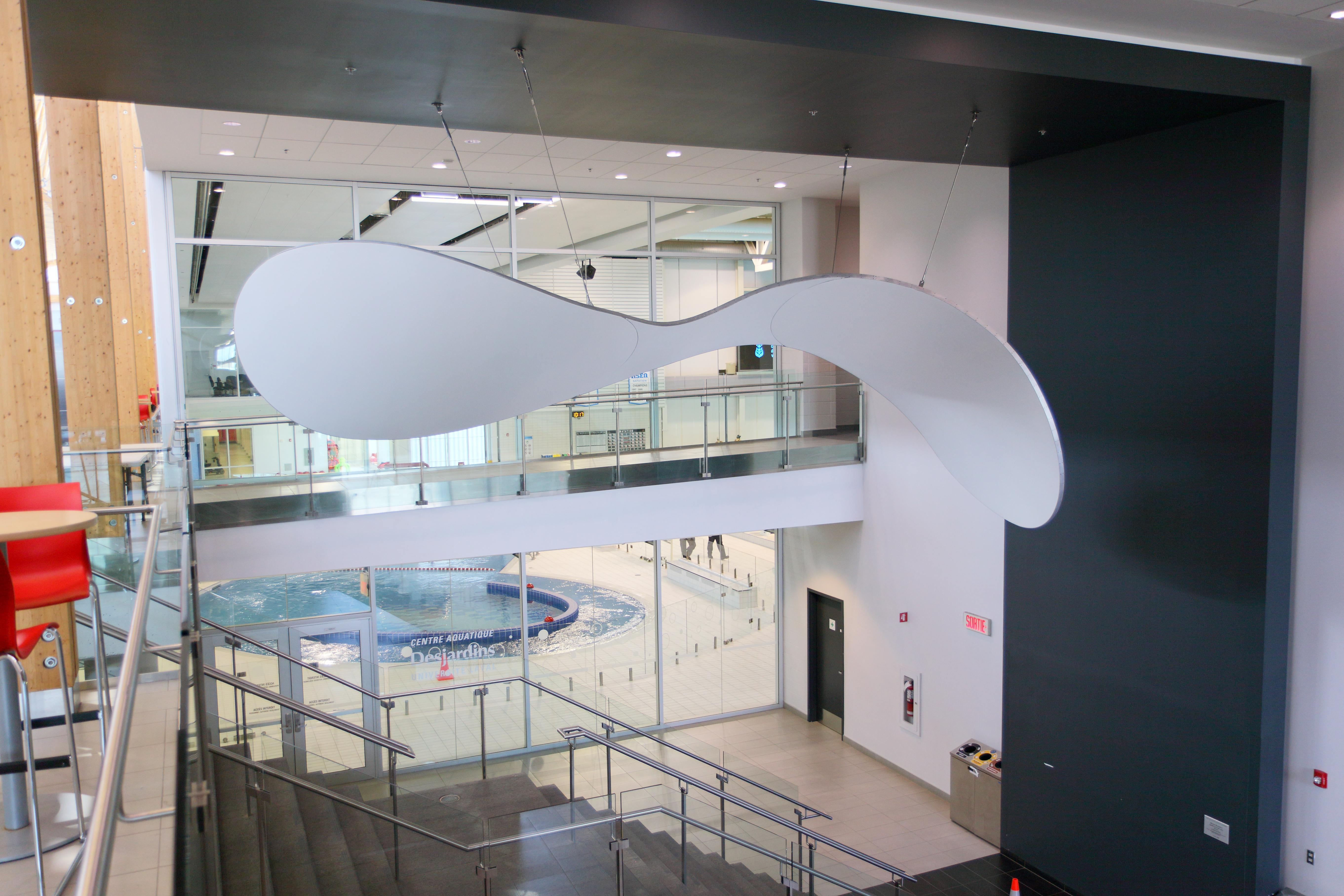

- Un monolithe commémoratif de la cérémonie eucharistique du 9 septembre 1984 tenue sur les terrains du PEPS avec le pape Jean-Paul II est présent sur l'avenue de la Terrasse devant l'édifice.

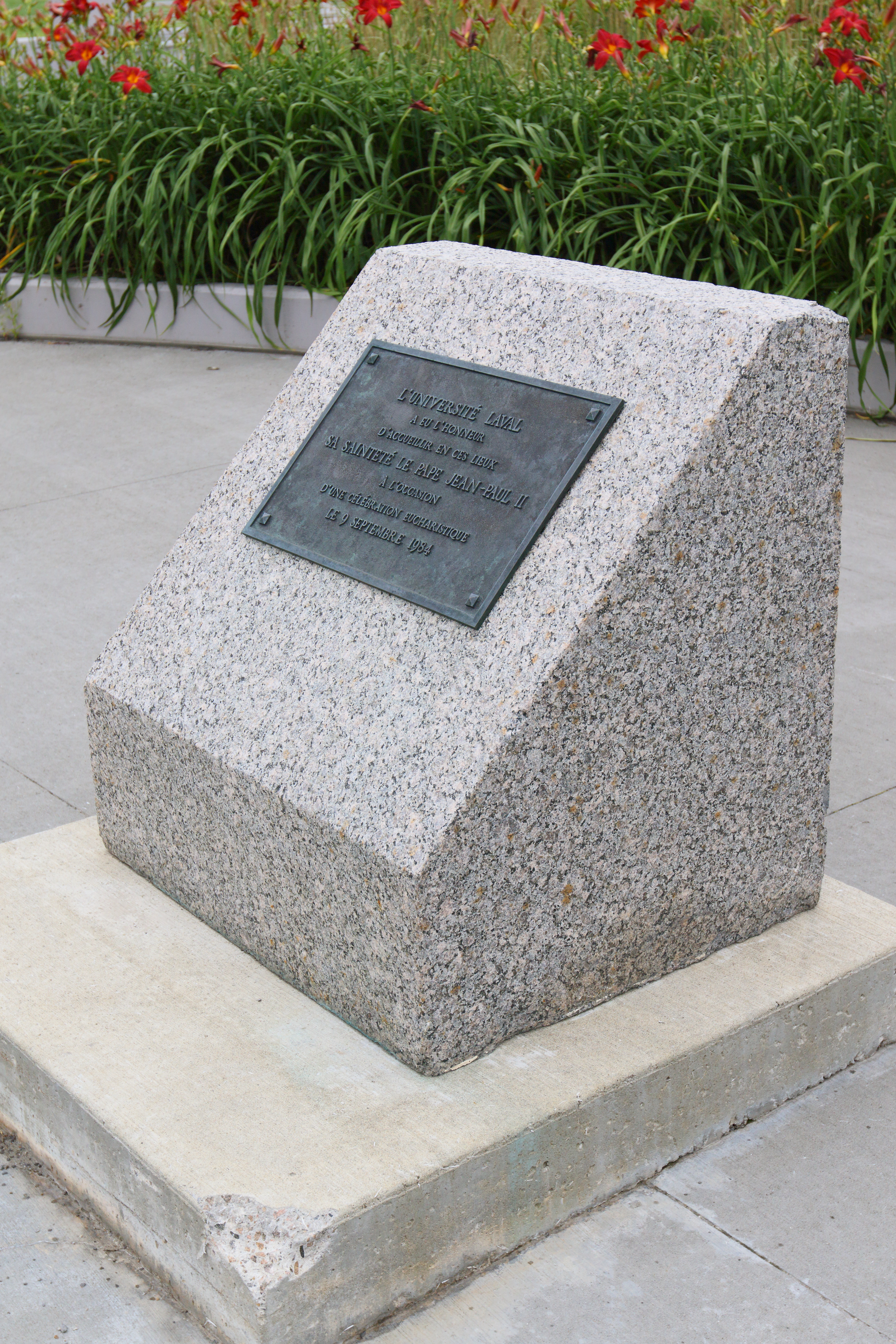
Monolithe commémoratif de la visite du pape Jean-Paul II en 1984